# 賈維斯島
賈維斯島（英語：Jarvis Island）是美國在南太平洋的領地之一，位於南緯零度二十二分，西經一百六十度零三分，總面積4.5平方公里，海岸線八公里長，珊瑚礁環繞，最高處海拔七米，陽光強烈，常無人居。被英國人在1821年首次發現，但是在鳥糞石開採殆盡後於1879年停止一切作業。英國政府在1889年曾經對其宣示主權，但沒有進一步動作。美國於1935年佔領並宣示主權，但是第二次世界大戰之後無暇顧及開發，島嶼變成野生動植物保留區。西海岸設立有一個燈塔。该岛没有天然淡水。